# 木琴

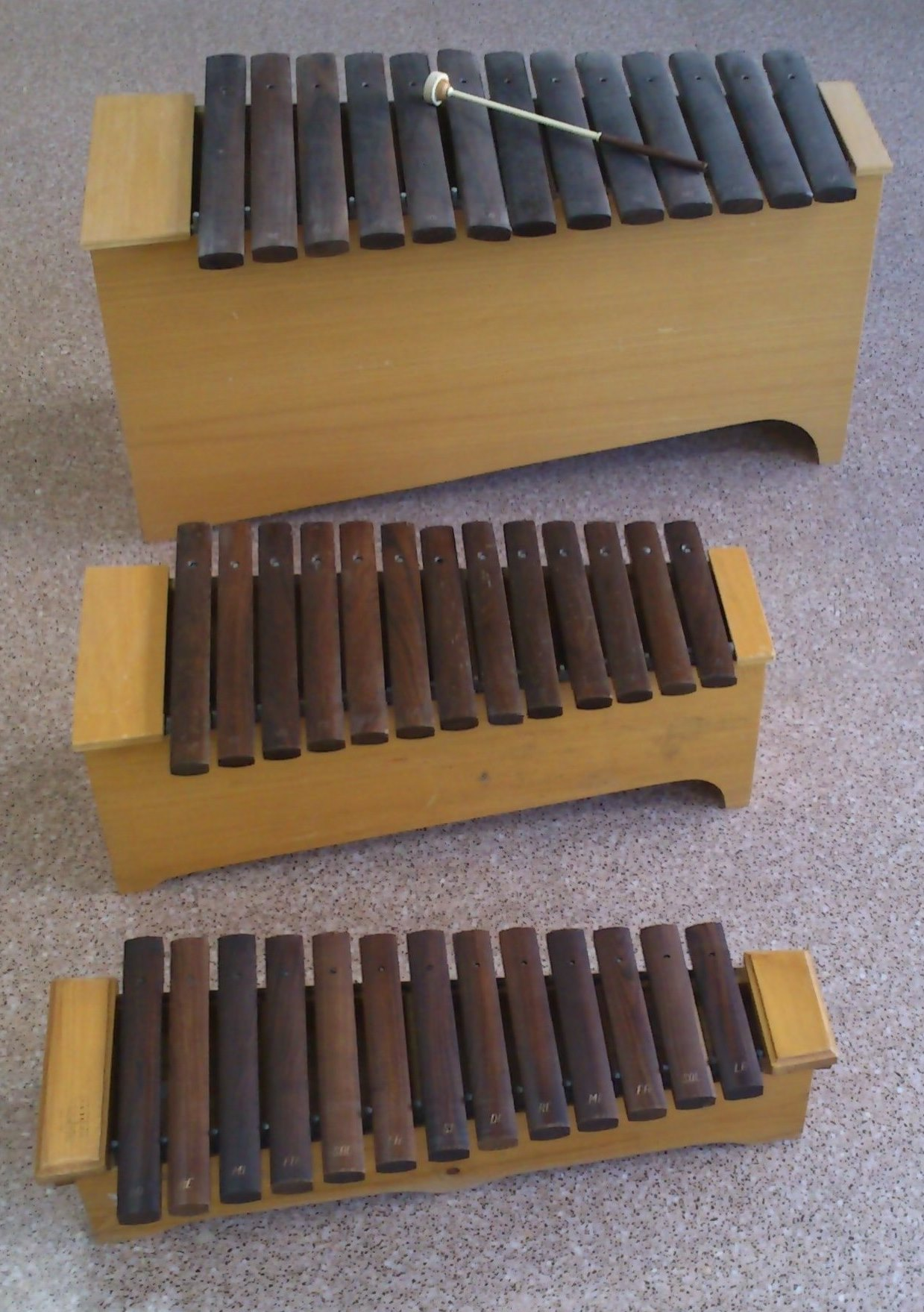
ムジカ・ポエティカで使われる児童用の木琴

木琴（もっきん）とは、木製の音板をピアノの鍵盤と同じ順番に並べ、マレット（ばち）で叩いて音を出す打楽器の総称。同様の楽器に金属の音板を用いる鉄琴がある。また、これらの楽器を鍵盤打楽器と呼ぶことがある。いずれも体鳴楽器に分類される。
木琴という語は、もともと清楽の楽器名として用いられた。シロフォンは広義では木琴類すべてを含むが、オーケストラではシロフォンとマリンバは一般に別の楽器として扱われる。

## 木琴の種類
- シロフォン
- マリンバ
- シロリンバ
- ガンバン・カユ
- ラナート・エク
- ラナート・トゥム

## ギャラリー

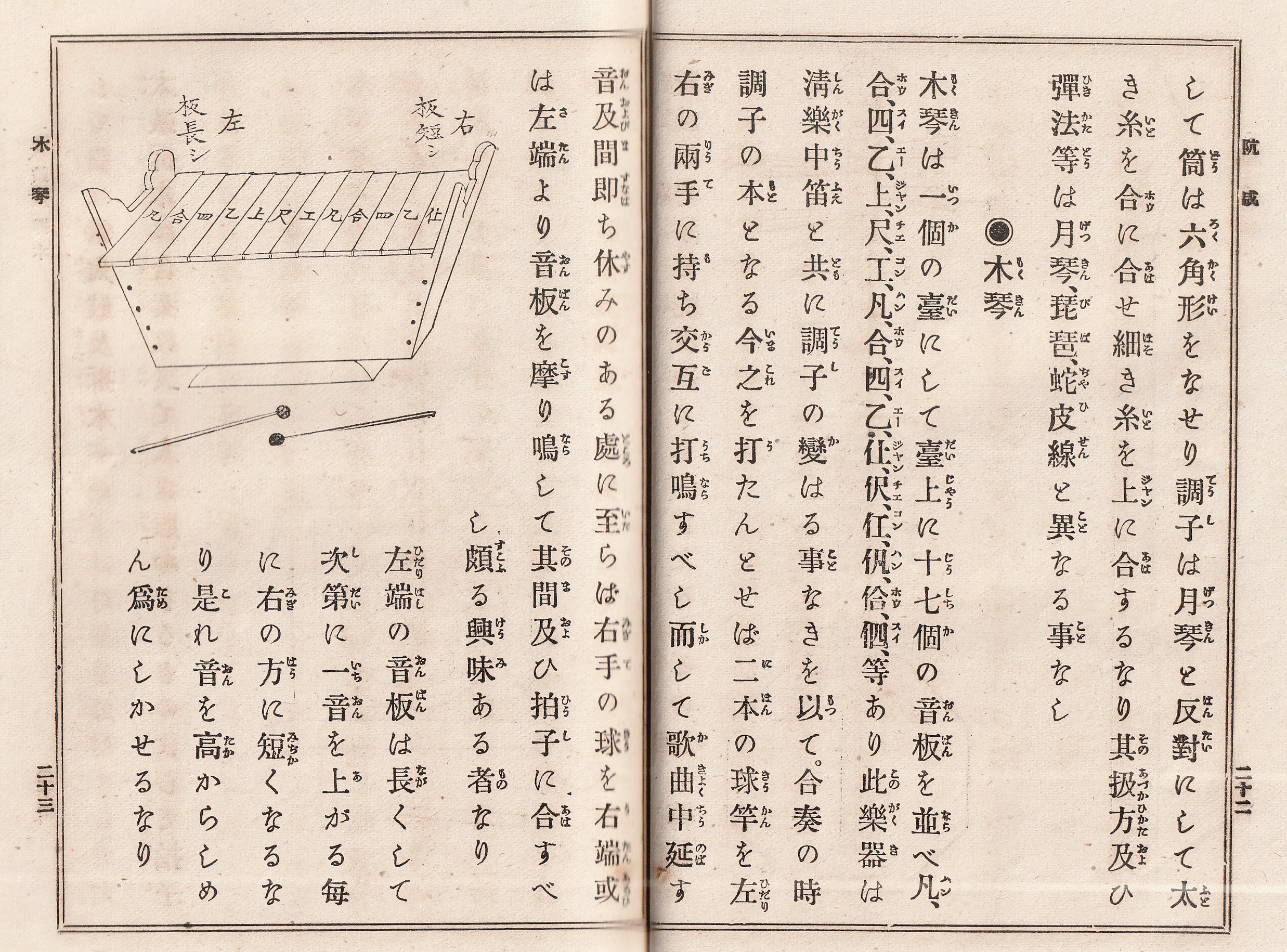
江戸時代の清楽の木琴
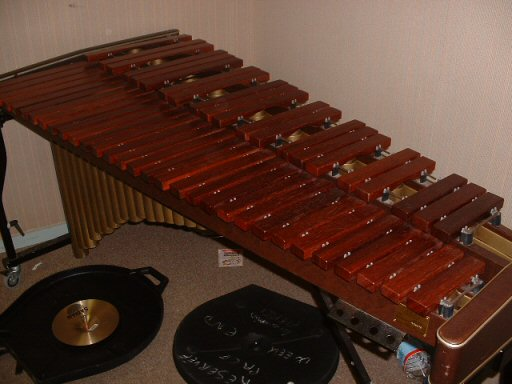
木琴の一種であるマリンバ
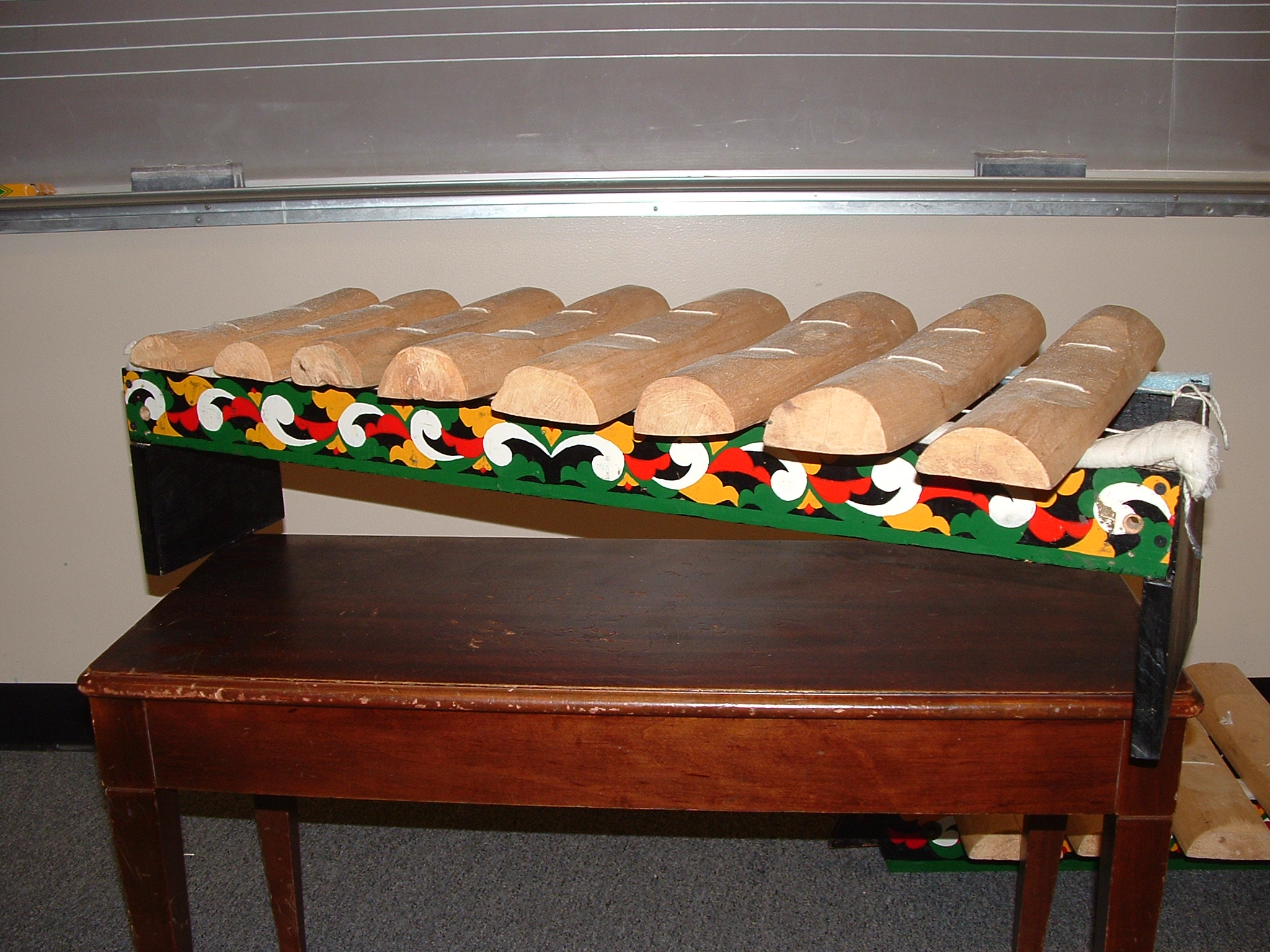
フィリピンのクリンタン・ア・カヨ
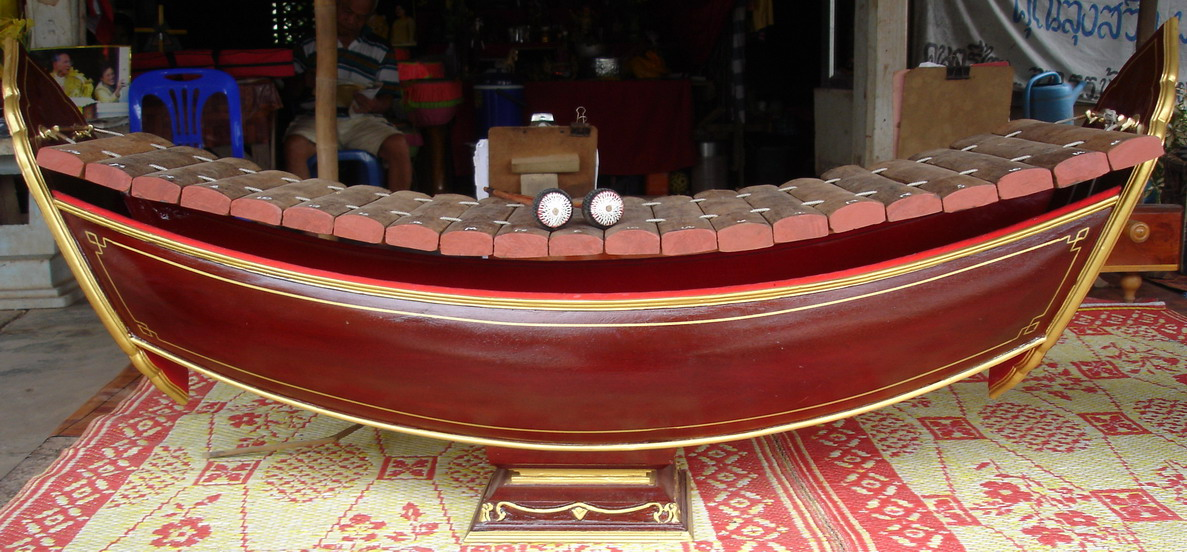
タイのラナート・エク
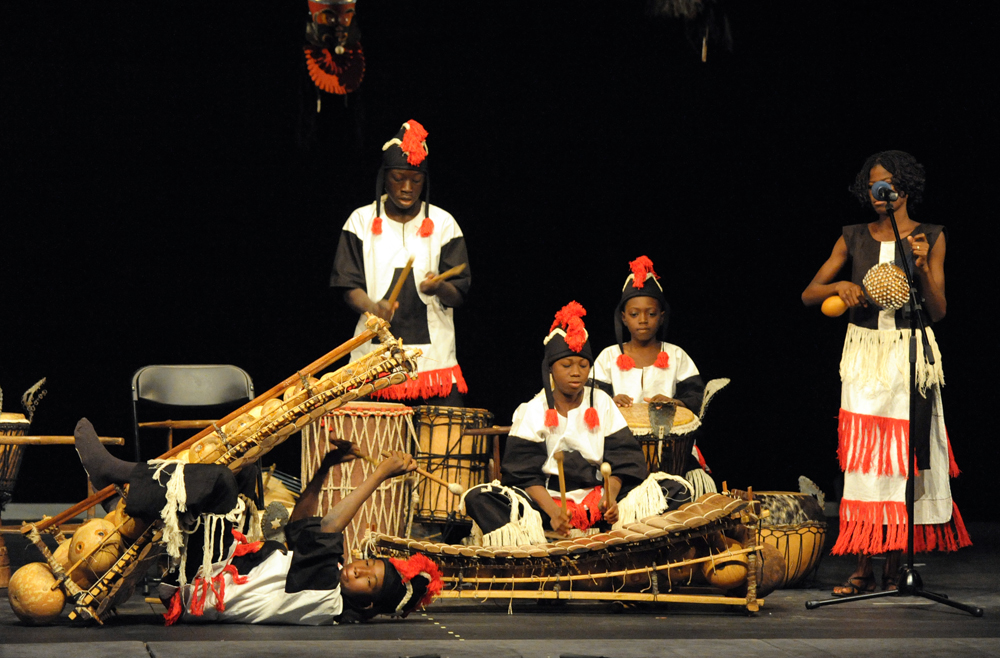
ブルキナファソのバラフォン